# Professor Walther Hug Preis
Der Professor Walther Hug Preis ist ein jährlich ausgerichteter Wissenschaftspreis, der für die besten an Universitäten in der Schweiz abgenommenen Dissertationen der Rechtswissenschaft von der Professor Walther Hug Stiftung zur Förderung der rechtswissenschaftlichen Forschung mit Sitz in St. Gallen verliehen wird.
Der aus dem Kanton St. Gallen stammende Rechtswissenschafter Walther Hug (1898–1980) errichtete 1978 die nach ihm benannte Stiftung und vermachte dieser nach seinem Tode fast sein ganzes Vermögen.
Jährlich werden die rechtswissenschaftlichen Fakultäten der Schweiz von der Stiftung eingeladen, jene Dissertationen einzureichen, die mit summa cum laude ausgezeichnet wurden. Dabei müssen diese das schweizerische Recht betreffen oder massgebliche Bezüge zu diesem aufweisen, wenn sie ein ausländisches oder internationales Thema betreffen. Aus den jährlich zwischen 45 und 70 eingereichten Arbeiten wählt der Stiftungsrat die jeweils besten aus. Es werden jährlich zwischen 25 und 35 Professor Walther Hug Preise verliehen. Zurzeit ist der Preis mit 3000 Franken dotiert. (Stand 2019)
Nicht zu verwechseln ist dieser jährlich vergebene Preis mit dem von der gleichen Stiftung alle zwei bis vier Jahre an Schweizer Forscher, die sich durch rechtswissenschaftliche Leistungen besonders hervorgetan haben, verliehenen (grossen) Walther Hug Preis.